# Riotuerto
Riotuerto è un comune spagnolo di 1 612 abitanti situato nella comunità autonoma della Cantabria, comarca di Trasmiera.
È composto da cinque nuclei abitati: Angustina, Barrio de Arriba, La Cavada e Monte, Rucandio; il capoluogo è La Cavada, che è il più popolato dei cinque nuclei con i suoi 938 abitanti che costituiscono buona parte della popolazione comunale ed è distante 20 km da Santander capitale della Cantabria.
L'invecchiamento della popolazione e la conseguente diminuzione dell'indice di natalità, causati dall'emigrazione di giovani verso zone che offrivano migliori possibilità di lavoro e condizioni di vita più gradite, hanno determinato una lenta ma progressiva diminuzione del numero degli abitanti nello scorso secolo a partire dal 1920 con una punta più bassa nel decennio degli anno '80. L'economia locale trae i suoi mezzi in modo abbastanza uniforme dai vari settori con prevalenza del settore terziario, predominano, comunque, il settore agricolo pastorale che dà impiego al 22,5% del totale della popolazione attiva e il settore industriale consistente soprattutto nell'industria del latte con il 17,4% e l'edilizia con il 14%; Il settore terziario dei servizi e del commercio è al 46,1%.

## Storia
Nel territorio comunale esistono diverse grotte e cavità naturali come le cuevas del Canonigo, in Rucandio e le caverne della Peña y La Tea in La Cavada, dalle quali si sono ottenute informazioni che permettono di far risalire all'Età del Bronzo la presenza umana nella zona.
Nel medioevo da documenti scritti risulta che nel 1085 le località che formano attualmente il comune dipendevano dall'Abazia di Santander ad eccezione di Rucandio che era sotto il potere della signoria degli Escalante.
In un documento del 1351 il municipio appare sotto la giurisdizione di Pedro Gonzáles de Aguero e il potere della famiglia dei Velasco. Nel 1650 iniziò per Riotuerto lo sviluppo economico industriale con la fondazione in La Cavada della fabbrica di pezzi di artiglieria grazie a un permesso accordato a Jorge de Blande e la messa in funzione di tre altiforni, i primi di tutta la penisola iberica, a cui se ne aggiunsero altri due a Liérganes. I cannoni prodotti erano destinate alle piazzeforti di Spagna e delle colonie e all'Armata Reale.
Nel 1753 la fabbrica fu messa sotto il controllo dell'esercito, ma la cattiva amministrazione la portò quasi al fallimento e si decise di affidarla alla Marina che ottenne ottimi risultati. Nel 1787 ci si orientò alla fabbricazione di oggetti e beni per le industrie private e per i palazzi reali. Per carenza di mezzi e di materie prime la fabbrica entrò in decadenza e nel 1826 fu chiusa. Nei suoi locali si installò nel 1846 la fabbrica tessile La Montanesa Textil, prima in Cantabria a produrre filati di cotone, che arrivò a contare fino a 450 lavoratori.
Dopo oltre un secolo di attività la fabbrica chiuse nel 1960.
Riotuerto appartenne al Tercio de Allendelagua che era parte della Real Junta de Cudeyoe fu inglobata nel Corregimiento de cuatro Villas de la Costa de la mar. Durante il cosiddetto triennio liberale, precisamente nel 1822, si costituì in comune costituzionale con gli attuali confini, dipendendo dal partido jurisdicional di Liérganes e nel 1835 a quello di Entrambasaguas, più tardi a quello di Santoña, poi a quello di Santander e infine dal 1992 in poi al partido di Medio Cudeyo.

## Monumenti e luoghi d'interesse
Le Cuevas del Canonigo in Rucandio, le Cavidad de la Peña y La Tea in La Cavada sono grotte e caverne del territorio carsico con figurazioni di arte rupestre.
Nel patrimonio di architettura religiosa si distinguono le chiese di San Juan Bautista in La Cavada del secolo XVI, modificata nel XVII e XVIII, di Santa Lucia nella stessa località costruita nel 1880, di Santa Maria Magdalena dei secoli XVII e XVIII in Rucandio, l'ermita di San Roque del XVIII secolo in Angustina, la Capilla de Santa Monica in La Cavada del XVI secolo.
Del patrimonio di architettura civile si possono citare la Casa de los Cordero con una cappella in Arriba dei secoli XVI e XVII, la Casa de Crespo Aguero dei secoli XVI-XVII in Rucandio, le Casas de Valle Polanco y de Ardanaz del 1723, la Casa Puerta del Sol del 1890 in La Cavada, la Casa de la Gandara Lavin del XVII secolo in Rucandio e in questa stessa località la Escuela del 1870.

## Feste
È tradizionale la partecipazione alle feste di Riotuerto di gruppi di danzatori che ballano con bastoni e percorrono le vie del centro, l'origine di questa danza è molto antica.
Le principali feste popolari sono il 24 giugno San Juan Bautista in La Cavada, il 22 luglio Santa Maria Magdalena con una romeriain Rucandia e il 16 settembre San Cipriano a La Cavada.